# Тогыз
Тогыз (каз. Тоғыз) — село в Шалкарском районе Актюбинской области Казахстана. Административный центр Тогызского сельского округа. Находится в 73 км к востоку-юго-востоку от города Шалкар, административного центра района, на высоте 157 метров над уровнем моря. Код КАТО — 156445100.
В советский период село носило наименование Тугуз.

## Население
В 1999 году население села составляло 672 человека (328 мужчин и 344 женщины). По данным переписи 2009 года, в селе проживало 609 человек (292 мужчины и 317 женщин).

## Транспорт
В селе имеется одноимённая станция железнодорожной сети Казахстана.

## Интересные факты
С 1957 года по начало 1960-х годов в селе располагался военный объект — пункт радиоуправления полигона № 5 (нынешнего космодрома Байконур), использовавшийся для обеспечения запусков ракет с полигона. 